# Daybreak (serie televisiva)
Daybreak è una serie televisiva statunitense del 2019, ideata da Brad Peyton e Aron Eli Coleite. È basata sull'omonima serie di fumetti di Brian Ralph.
Distribuita per la prima volta in Italia il 24 Ottobre 2019 dalla piattaforma in streaming Netflix, il 17 Dicembre 2019 ne è stata annunciata la cancellazione dopo solo una stagione.

## Trama
In un futuro postapocalittico, nella città di Glendale, in California, il diciassettenne liceale Josh Wheeler (Colin Ford) si mette alla ricerca della sua amata Samaira “Sam” Dean (Sophie Simnett). Per sconfiggere i numerosi pericoli e le strane creature mutanti di cui il mondo è ora popolato, Josh si allea con Angelica (Alyvia Alyn Lind), una ragazzina di dodici anni con tendenze piromani, e Wesley Fists (Austin Crute), un amico del bullo della scuola che lo torturava prima che il mondo andasse in malora.

## Episodi
| Stagione       | Episodi | Pubblicazione USA | Pubblicazione Italia |
| -------------- | ------- | ----------------- | -------------------- |
| Prima stagione | 10      | 2019              | 2019                 |

## Promozione
Il teaser trailer ufficiale della serie è stato distribuito a partire dal 16 settembre 2019.

## Distribuzione
La prima stagione è stata distribuita su Netflix dal 24 ottobre 2019.

## Accoglienza
Il sito web aggregatore di recensioni Rotten Tomatoes ha riportato il 75% di gradimento per la prima stagione, con un punteggio medio di 8.08/10, basato su 12 recensioni. Su Metacritic, la serie ha ottenuto un punteggio medio ponderato di 54 su 100, basato su 8 critici, che indica "recensioni miste o medie".